# Újságírás

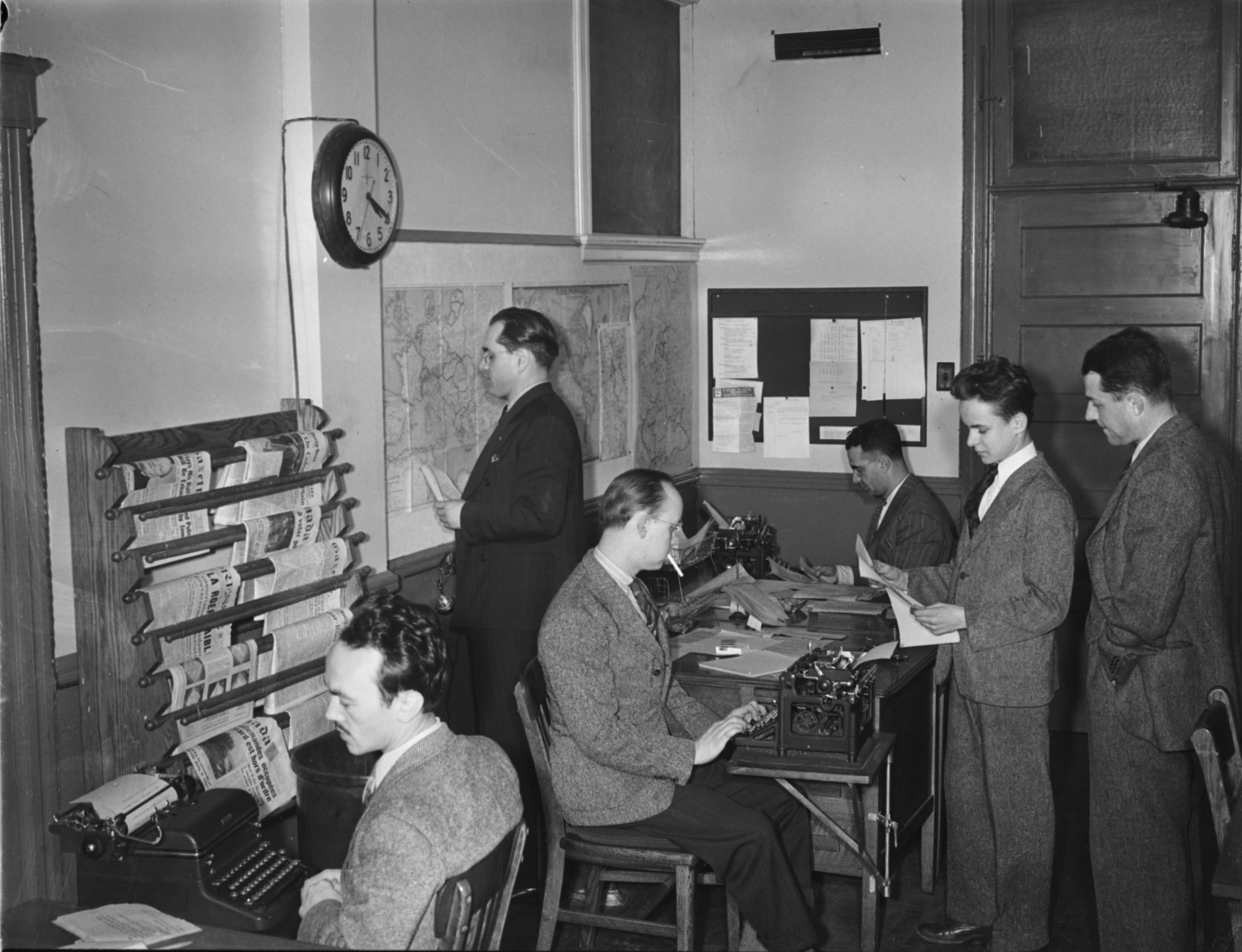
Hagyományos újságírók munkában az 1940-es években

Az újságírás a hírek, leíró és szemléltető anyagok és vélemények közlésének mestersége a nyilvánosság felé az erre rendelkezésre álló médiumok, különösen az újságok, a televízió-adások, rádióadások és az internet útján. Az újságírás az egyik alapvető, emberi jog, a szólásszabadság gyakorlásának a legfontosabb eszköze. Az újságírást végzők az újságírók.

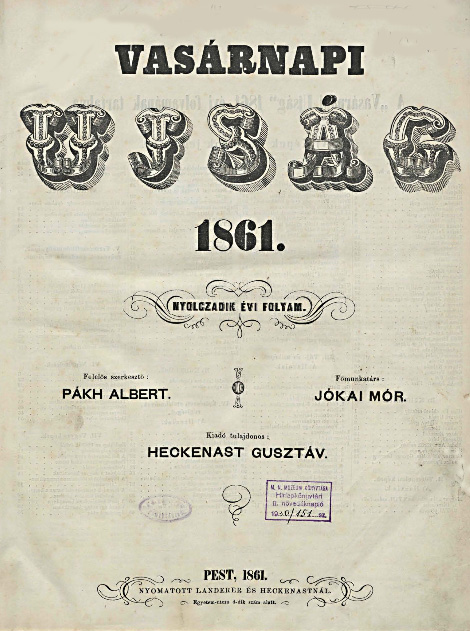
A Vasárnapi Újság egy 1861-es száma

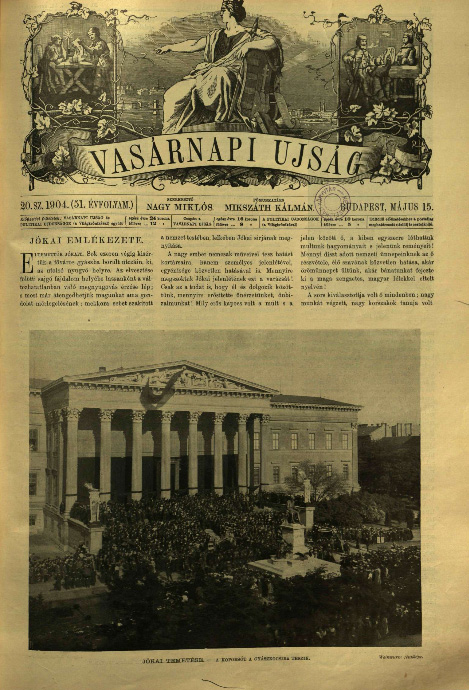
A Vasárnapi Újság beszámolója Jókai Mór temetéséről

## Stílusok
- Tudományos
- Sport
- Bulvár
- Politikai
- Oknyomozó
- Kulturális

## Műfajok
- Hír
- Interjú
- Riport – Tudósítás
- Feature
- Kommentár
- Publicisztika
- Jegyzet – Glossza
- Kritika
- Recenzió

## Típusok
- nyomtatott
- televíziós, rádiós
- internetes
- teletext
- közösségi újságírás